# Arimo
Arimo é uma cidade localizada no estado americano de Idaho, no Condado de Bannock.

## Demografia
Segundo o censo americano de 2000, a sua população era de 348 habitantes. 
Em 2006, foi estimada uma população de 307, um decréscimo de 41 (-11.8%).

## Geografia
De acordo com o United States Census Bureau tem uma área de 
1,1 km², dos quais 1,1 km² cobertos por terra e 0,0 km² cobertos por água. Arimo localiza-se a aproximadamente 1446 m acima do nível do mar.

## Localidades na vizinhança
O diagrama seguinte representa as localidades num raio de 36 km ao redor de Arimo. 